# Manufaktur

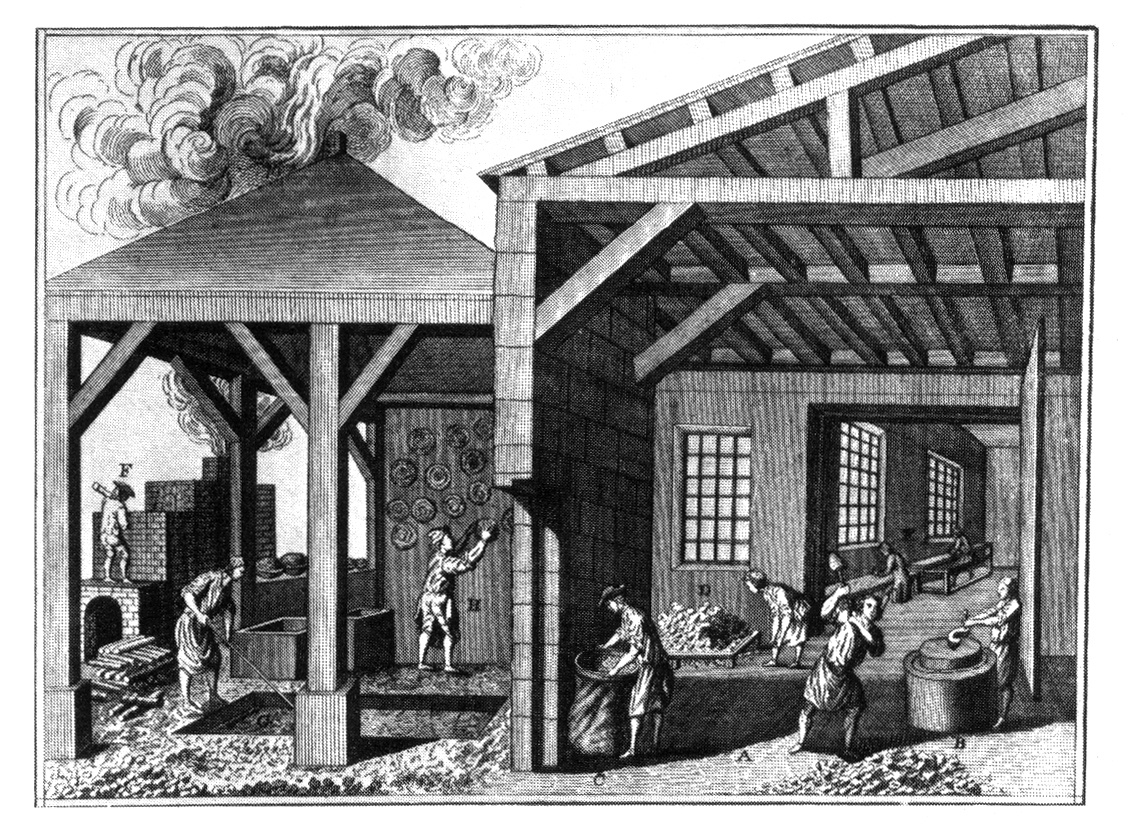
Sächsische Porzellanmanufaktur

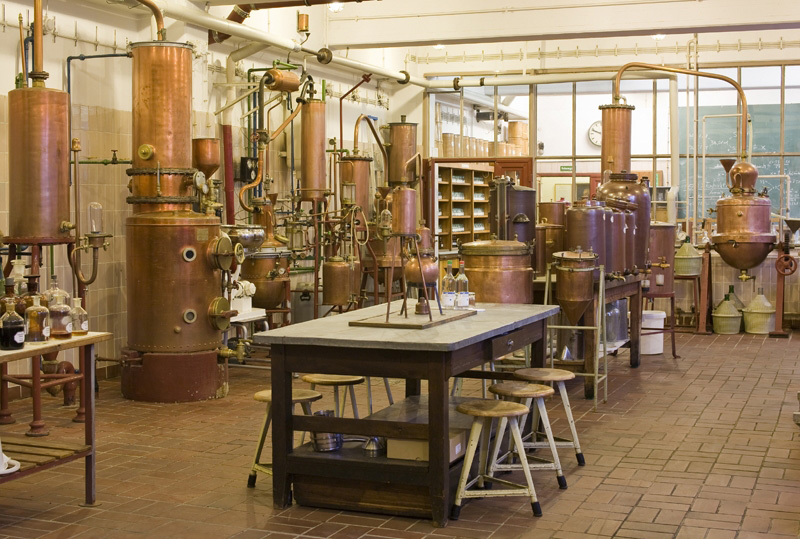
Innenansicht der Preußischen Spirituosen Manufaktur mit einigen historischen Destilliergeräten

Eine Manufaktur (von mittellateinisch manufactura „Handarbeit“, aus lateinisch manus „Hand“, und factura „das Machen“) ist eine Produktionsstätte von Handwerkern verschiedener Professionen bzw. hochspezialisierter Teilarbeiter eines Handwerks, deren unterschiedliche Arbeitsvorgänge die Fertigung eines gemeinsamen Endprodukts zum Ziel haben. In der europäischen Wirtschaftsgeschichte lösten sie das mittelalterliche Handwerk ab und wurden im Rahmen der Industrialisierung selbst von den Fabriken verdrängt. Von letzteren unterscheiden sich die Manufakturen durch eine geringfügigere maschinelle Ausrüstung und die überwiegende Arbeit mit der Hand, obgleich die Begriffsgrenzen fließend sein können. Manufakturen entstanden in Europa vor allem in der Frühen Neuzeit sowohl aus privater als auch staatlicher Initiative.

## Begriffsklärung und -geschichte

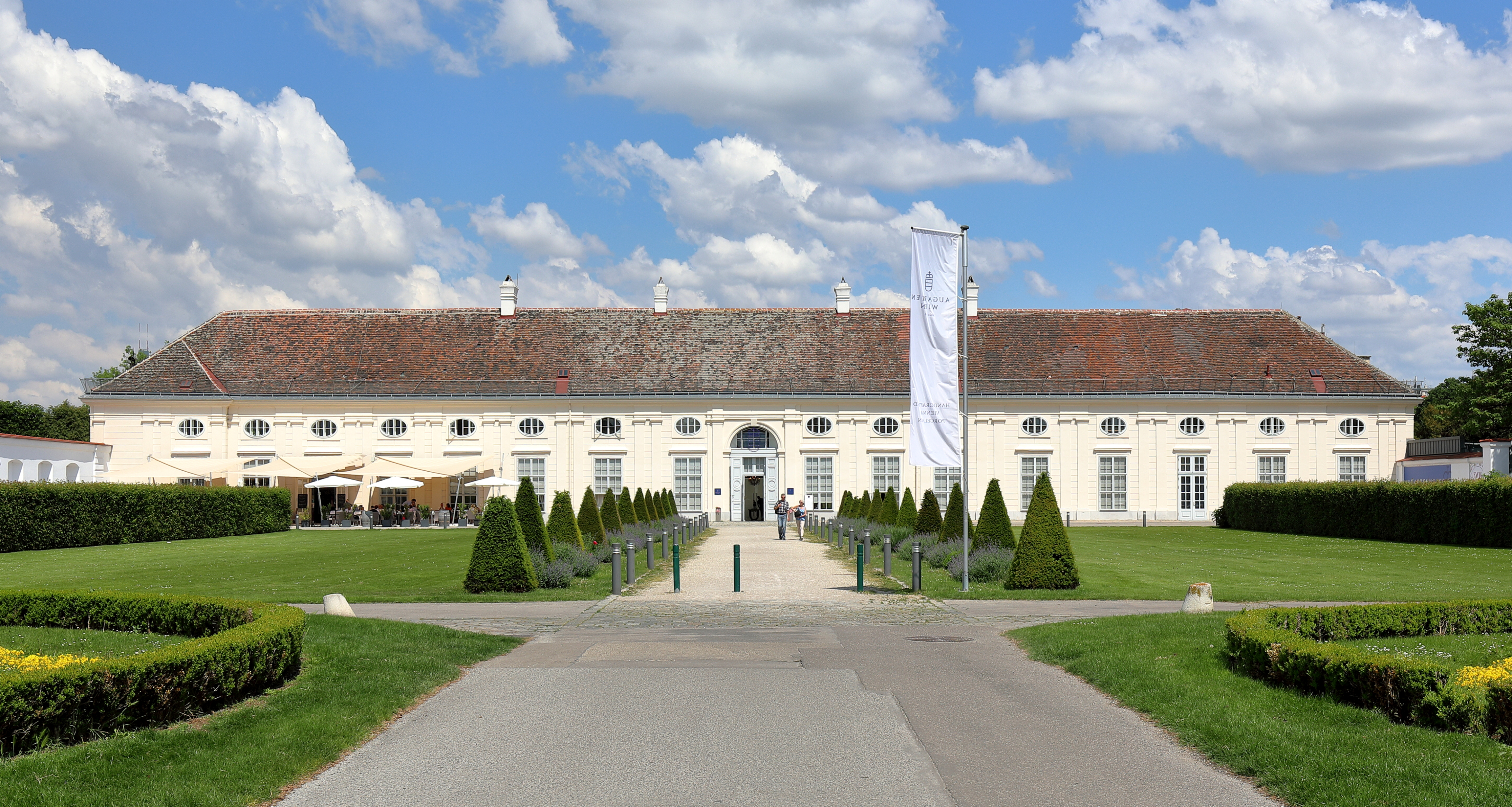
Porzellanmanufaktur Augarten (Leopoldstadt in Wien, Österreich)

Unter einer Manufaktur versteht man einen Betrieb, der zwischen dem traditionellen Handwerk und modernen Fabriken steht. Sie bieten Platz und Ressourcen für die Einbindung von Maschinen und es werden größere Zahlen an Arbeitern beschäftigt. Waren können damit wirtschaftlicher hergestellt werden als in Heimarbeit oder kleinen Betrieben, das Maß an Spezialisierung und Arbeitsteilung liegt aber noch deutlich unter dem, was in Fabriken üblich ist, und Arbeiter sind oft noch für viele verschiedene Arbeitsschritte zuständig.
Der technische Fortschritt geht zwar auch mit dem Gewinn an Arbeitsteilung einher, äußert sich jedoch vorwiegend in der Herstellung neuartiger Werkzeuge und der Verfeinerung vorhandener. Der handwerkliche Charakter wird dabei selten überwunden. Die Neustrukturierung äußerte sich sowohl in der Zusammenfassung als auch Zergliederung von Handwerken:
- Die Zusammenfassung verschiedener Handwerke zu einem Arbeitshaus. Zuvor dezentral eigenständige Berufsstände arbeiten nunmehr zentral unter einem Dach. Beispielsweise arbeiten Drechsler, Schlosser, Vergolder und andere Zünftler gemeinsam in einer Kutschenmanufaktur zusammen und haben eine gemeinsame Zielvorstellung.
- Die Zergliederung eines Handwerks. Vielfältige Tätigkeiten eines Berufsstandes werden durch hochspezialisierte Teilarbeiter nach der Zergliederung in Einzelschritten verrichtet. Beispielsweise verlegte das Königliche Lagerhaus in Berlin Spinner und Weber, was auch als Prototyp einer zentralisierten Manufaktur angesehen wurde.

Im 18. und 19. Jahrhundert wurden die Bezeichnungen Werkstatt, Manufaktur und Fabrik häufig synonym verwendet. Manufakturen führten in dieser Zeit bisweilen den Begriff „Fabrik“ im Namen, da er ein fortschrittliches Produktions- und Betriebswesen symbolisierte. Gleichwohl hat sich der Begriff in verschiedenen Industriezweigen, wie etwa der Tabakindustrie, teilweise bis heute erhalten und wird manchmal sogar als Qualitätsmerkmal verstanden, beispielsweise als Fahrradmanufaktur.
Eine Uhrenmanufaktur, ein in der Werbung häufig gebrauchter Begriff für eine Uhrenfabrik, bezeichnet einen unabhängigen Betrieb, der eigene Uhrwerke entwickelt, herstellt und weitgehend auf Zulieferer verzichtet. Die Herstellung von Armbanduhren teilt sich in viele Arbeitsschritte, besonders Montage und Justage des Uhrwerkes betreffend, sodass angesichts manueller, filigraner Arbeit eine Manufaktur im wörtlichen Sinne vorliegt.
Für den Betriebswirt Konrad Mellerowicz ist die „Produktion in der Manufaktur dadurch gekennzeichnet, dass sie für einen anonymen Markt erfolgt, dass der Einzelleistung die Individualität fehlt und dass die Arbeit überwiegend Handarbeit ist.“

## Entstehung
Schon im mittelalterlichen Europa entstanden Manufakturen für die Herstellung von Papier, seit dem 15. Jahrhundert auch solche für den Buchdruck. In der Frühen Neuzeit entstanden vor allem in den absolutistisch regierten Ländern Europas Manufakturen für Porzellan, Seide, Tapisserien, Lederwaren, Spielkarten, Uhren, Tapeten und Waffen.
Manufakturen sind durch ökonomische Prinzipien des Kapitalismus, etwa die Trennung der Arbeiter vom Besitz der Produktionsmittel und die unter dem Augenmerk einer Effizienzsteigerung durchgeführte Neuorganisation von Arbeitsabläufen gekennzeichnet. Sie sollten die Produktion von Fertigprodukten deutlich steigern und dabei die Kosten gleichzeitig reduzieren. Diese Prinzipien, die mit der späteren Industrialisierung vom gesamten Wirtschaftsleben Besitz ergriffen, wurden vor allem von Karl Marx untersucht und bilden eine wesentliche Grundlage in der marxistischen Wirtschaftstheorie.
Neben dieser Reform des Produktionsprozesses wurden im Merkantilismus gesetzliche Regelungen erlassen, die den Export von Gütern förderten, die Einfuhr von fremden Fertigprodukten jedoch behinderten. Letzteres geschah beispielsweise durch die Erhebung hoher Einfuhrzölle oder den gesetzlichen Zwang, nur im Inland produzierte Güter zu konsumieren. Zur weiteren Kostensenkung wurden darüber hinaus häufig Waisen und Bettler zur Arbeit in den Manufakturen gezwungen (vgl. auch: Arbeitshaus). Zu diesem Zweck wurden beispielsweise Waisenhäuser mit angegliederter Spinnereimanufaktur errichtet.
Die Herstellung neuartiger Werkzeuge und die Verfeinerung der in der Manufaktur vorhandenen bildete die Voraussetzung für die Entwicklung von Maschinen und einem darauf basierenden Fabriksystem, welches das klassische Handwerk in der Manufaktur großenteils ablöste.

## Geschichte

### Frankreich
Unter Ludwig XIV. organisierte der Finanzminister Jean-Baptiste Colbert das gesamte Manufakturwesen: die Produktion der Güter wurde auf Zünfte und Monopole aufgeteilt und durch zahlreiche staatliche Anweisungen geregelt. Um die Produktion zu fördern, wurden Spezialisten für Tapisserien als ausländische Arbeitskräfte aus Flandern angeworben. Aus den italienischen Staaten wurden Spezialisten für Glas, Spiegel und Spitzen, aus dem Norden Metallspezialisten ins Land geholt. Auswanderung für Spezialisten wurde verboten, später unter Todesstrafe gestellt. Da die Privatinitiative trotz vieler Anreize nicht allzu groß war, wurden staatliche Manufakturbetriebe eingerichtet. 1663 gründete Colbert in seiner Funktion als „Surintendant et ordonnateur général des bâtiments, arts, tapisseries et manufactures de France“ die Manufacture royale des tapisseries et des meubles de la Couronne, die unter der künstlerischen Leitung von Charles Le Brun (bis 1690) über 250 Handwerker (Bronzegießer, Kunsttischler, Silberschmiede, Steinschneider, Elfenbeinschnitzer usw.) beschäftigte. Ihr eingegliedert waren auch alle französischen Bildwirkerateliers, die in der Gobelin-Manufaktur zusammengefasst wurden. Die privat geführte Savonnerie-Manufaktur mit ihrem Monopol auf Knüpfteppiche unterstand nun ebenfalls der staatlichen Aufsicht. Kriege zwangen den König, die Manufaktur 1694 zu schließen. Nur die Tapisseriemanufaktur wurde 1699 wiedereröffnet. Ein Teil der von Colbert strukturierten Manufakturen waren noch bis zum Ende des Ancien Régime tätig, andere sind es bis heute.
Von Colbert gegründete bzw. neu organisierte und mit staatlichen Privilegien ausgestattete Manufakturen:
- für Tapisserien: Manufacture royale des Gobelins in Paris, sowie Manufakturen in Beauvais und Aubusson
- für Knüpfteppiche: Savonnerie-Manufaktur in Paris[10]
- für Spiegel und Glas: Manufacture royale des glaces de miroirs in Saint-Gobain
- für Spitze, Köper und Wollstrümpfe: Manufakturen in Seignelay
- für Tuche: Manufacture royale des Rames in Abbeville, Manufacture de draps in Villeneuvette und Elbeuf
- für Bänder: Manufacture des rubans in Chevreuse

Eine königliche Porzellanmanufaktur wurde erst 1760 in Sèvres eingerichtet.

### Übriges Europa

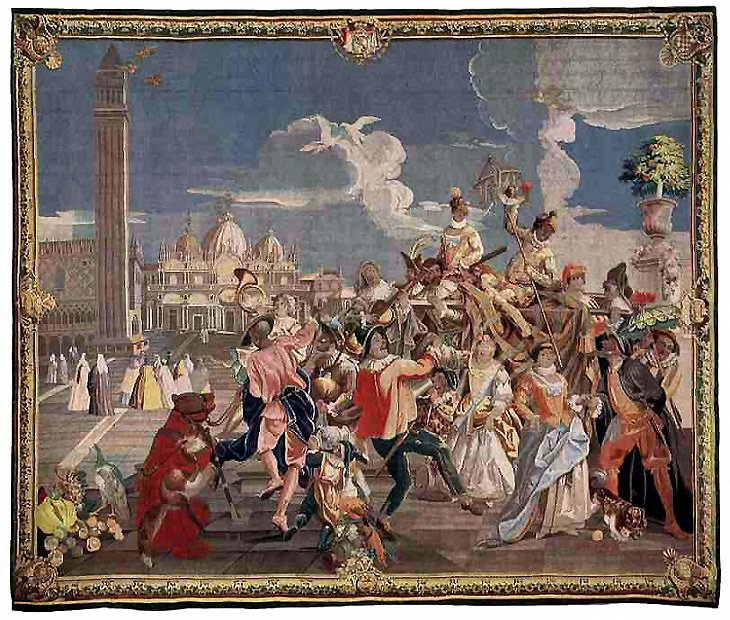
Andreas Pirot: Arlecchinos Einzug in Venedig. Tapisserie aus Würzburg, um 1745.

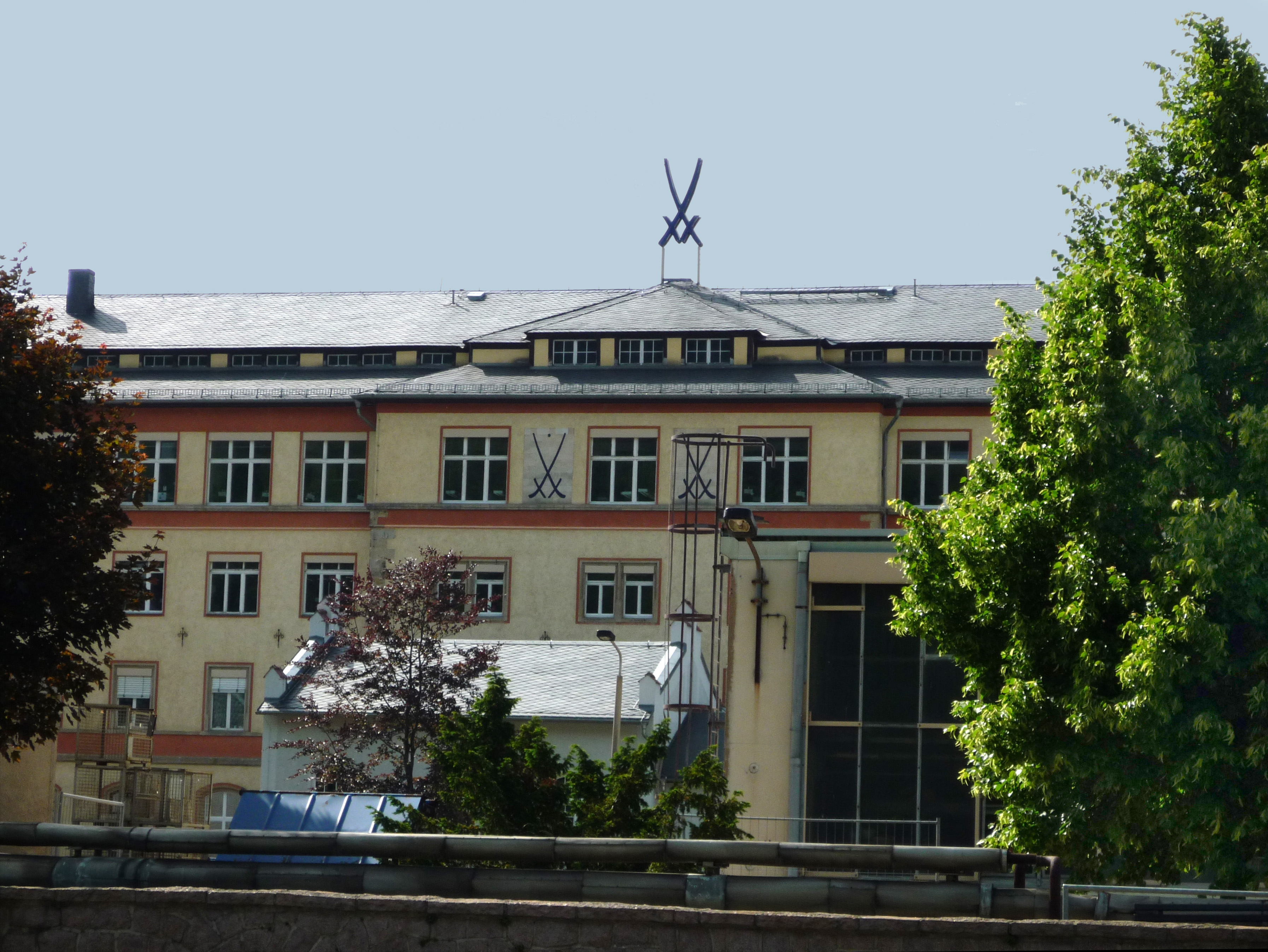
Porzellanmanufaktur in Meißen

Andere europäische Fürsten taten es Frankreich nach und gründeten eigene staatliche Manufakturen oder unterstützten private Unternehmer bei ihren Gründungen. Im 18. Jahrhundert breiteten sich vor allem Porzellanmanufakturen in ganz Europa aus. August der Starke gründete per Dekret 1710 in Meißen die Königlich-Polnische und Kurfürstlich-Sächsische Porzellan-Manufaktur, die erste Porzellanmanufaktur auf dem europäischen Kontinent. Zarin Elisabeth tat es ihm 1744 mit der Newa-Porzilin-Manufaktur in St. Petersburg gleich. Kurfürst Maximilian III. Joseph erlaubte einem Unternehmer, seine Porzellanmanufaktur Nymphenburg 1747 in einem Gebäude am Rande des Schlossparks zu errichten. Auch kleinere deutsche Fürstentümer waren an einer eigenen Porzellanmanufaktur interessiert: 1758 entstand auf Dekret des württembergischen Herzogs Carl Eugen die "Herzoglich-ächte Porcelaine-Fabrique". Herzog Karl I. von Braunschweig-Wolfenbüttel wies Johann Georg von Langen bereits 1747 an, die Porzellanmanufaktur Fürstenberg zu gründen. Aber auch andere Güter wurden mit herrscherlicher Unterstützung zunehmend im Manufakturbetrieb hergestellt. So siedelte sich unter dem Schutz Herzog Karls I. auch Georg Heinrich Stobwasser 1763 mit einer „Lackierwarenfabrik“ in Braunschweig an, in der Haushaltsgegenstände in der aus China stammenden Lackmaltechnik hergestellt wurden. Friedrich der Große war sehr beeindruckt und versuchte das Unternehmen Anfang der 1770er Jahre nach Berlin abzuwerben. Relativ spät, erst 1779, interessierte sich der dänische König Christian VII. für die Porzellanmanufaktur des Apothekers Frantz Heinrich Müller und machte sie zur Kongelige Porcelainsfabrik.
Neben der zunehmenden Verbreitung von Porzellan entstanden auch zahlreiche Fayence-Manufakturen, so etwa diejenige, die Graf Johann Rudolf von Wrisberg 1736 bei seinem Schloss Wrisbergholzen errichten ließ, oder die von Kaiser Franz I. 1743 in Holíčs gegründete. Zahlreiche andere Gründungen zeugen vom sich ausbreitenden Manufakturenwesen in Europa: 1749 erwarb Graf Heinrich von Brühl in Hosterwitz bei Dresden ein Plantagengut, auf dem er zunächst eine Schnupf- und Rauchtabakmanufaktur, später eine Seidenmanufaktur mit Seidenraupenzucht betrieb. Kaiserin Maria Theresia verstaatlichte 1754 die bereits 1672 gegründete Linzer Wollzeugfabrik als „K.K. Aerarial-Wollenzeug-, Tuch- und Teppichfabrik zu Linz“. Kaiser Joseph II. überließ Jacques Louis Macaire de L’Or 1785 gegen eine geringe Pacht die Dominikanerinsel bei Konstanz, wo der Unternehmer eine Indienne-Manufaktur einrichtete.
Einige europäische Herrscher versuchten, nach dem Vorbild der französischen Gobelin-Manufaktur eine Tapisseriemanufaktur in ihrem Herrschaftsgebiet anzusiedeln. Der dänische König Christian V. rief 1684 Berent van der Eichen von Brabant nach Dänemark, um eine Tapisseriemanufaktur in Kopenhagen einzurichten (Schließung bereits 1692). 1716 gründete Peter der Große eine Tapisserie-Manufaktur in Jekaterinenhof, einem Vorort von St. Petersburg. Dazu verpflichtete er Wirker und Färber aus Paris und Beauvais. Kurfürst Max Emanuel richtete 1718 in München eine staatliche Tapisseriemanufaktur mit hugenottischen Wirkern ein. Weitere hugenottische Wirker ließen sich in Erlangen, Würzburg und Bayreuth nieder. Zur Ausstattung der Würzburger Residenz beauftragte Fürstbischof Friedrich Carl von Schönborn den deutschen Wirker Andreas Pirot mit der Einrichtung einer Tapisseriemanufaktur, die von 1728 bis 1749 etwa 25 Tapisserien und über 100 Möbelbezüge für den Fürstbischof herstellte.

#### Preußen

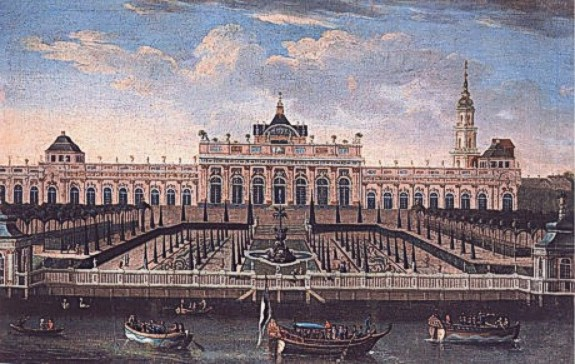
Schloss Monbijou in Berlin 1740. Bis 1713 war hier eine Tapisseriemanufaktur untergebracht.

In Preußen erlebte das Manufakturwesen durch die geflüchteten Hugenotten früh einen Schub. Noch im Jahr ihrer Ankunft 1686 gründeten Pierre I Merciers und Jean I Barrabands im Schloss Monbijou in Berlin mit kurfürstlichem Privileg eine Tapisseriemanufaktur (Schließung 1713). Friedrich Wilhelm I. hoffte 1716 mithilfe der französischen Fachleute eine Maulbeerplantage zur Seidenraupenzucht in Berlin einrichten zu können. Das Unternehmen scheiterte jedoch. Stattdessen unterstützte er bald darauf die Seidenproduktion der Brüder von der Leyen im preußischen Krefeld mit Privilegien (unter Friedrich II. preußisches Seidenmonopol). Mit dem 1713 eröffneten Königlichen Lagerhaus, einer Wollmanufaktur zur Belieferung der Armee, machte er aber zumindest die Wollindustrie in Berlin wieder rentabel. Sein Nachfolger Friedrich II. ließ eine ganze Reihe von Manufakturen eröffnen, so etwa 1763 die Königliche Porzellan-Manufaktur. Privatwirtschaftlich gründete sich 1769 in Berlin unter anderem eine Blumenmanufaktur, die nach italienischem Herstellungsverfahren Seidenblumen und Kunstblumen als modische Accessoires produzierte.

#### Spanien und Portugal

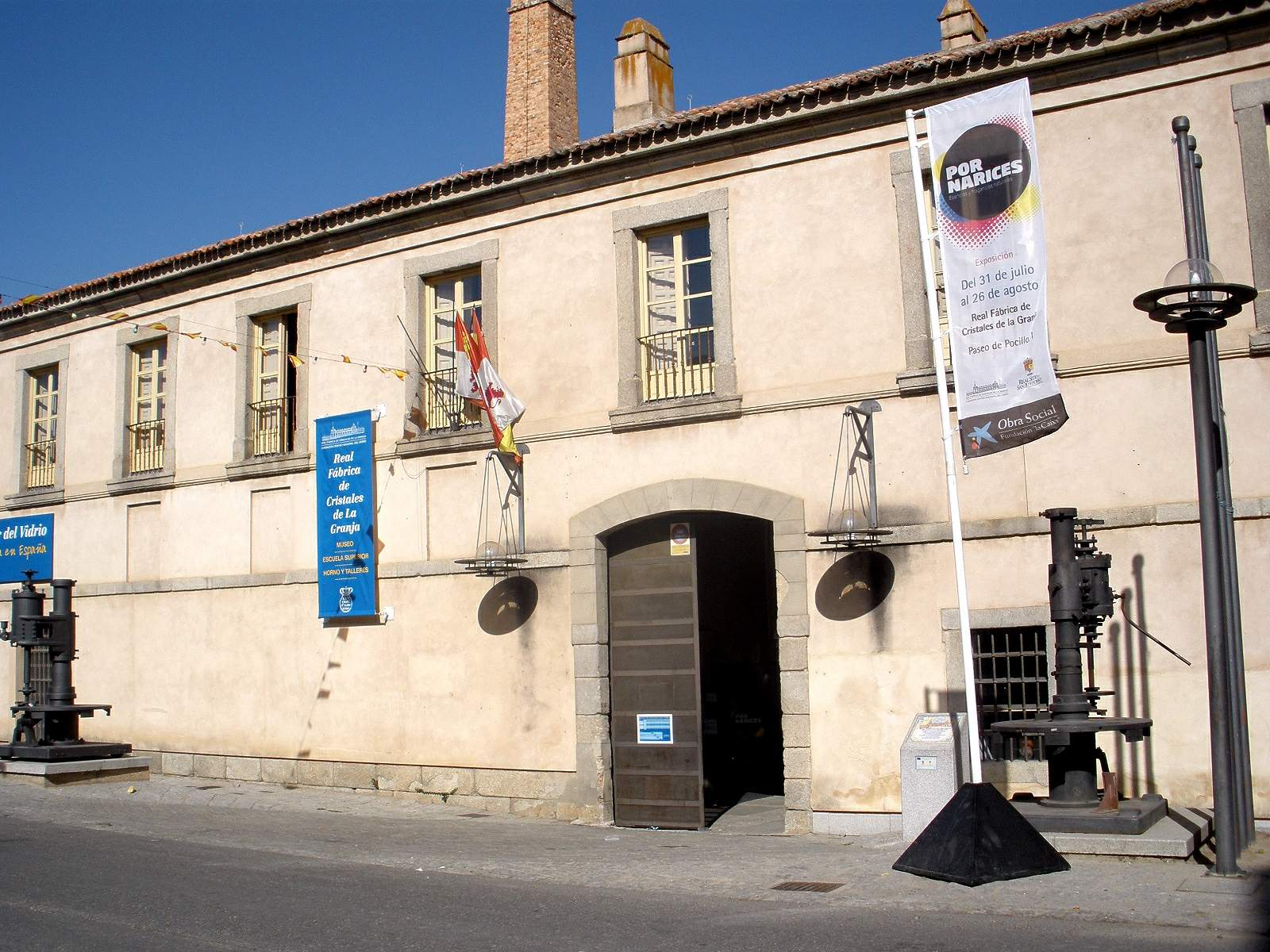
Die spanische Glasmanufaktur in La Granja

König Philipp V. warb 1719, nachdem Spanien durch den Frieden von Utrecht seine belgischen Territorien und damit seine Tapisseriewerkstätten verloren hatte, den Meister Jacob Van der Goten aus Anvers ab. Unter dessen Leitung und mithilfe von vier belgischen Wirkern wurde 1720 die Real Fábrica de Tapices y Alfombras im Madrider Vorort Santa Bárbara gegründet. Die Vermittlung übernahm Bernardo Cambí, Leiter der Tuchmanufaktur Real Fábrica de Paños in Guadalajara, die 1718 nach dem Vorbild Abbevilles als erste königliche Manufaktur Spaniens gegründet worden war. Nur wenige Jahre später, 1727, gründete Philipp V. die Glasmanufaktur Real Fábrica de Cristales de La Granja. 1758 wurde die Real Fábrica de Tabacos in Sevilla in Betrieb genommen. 1760 gründete sein Nachfolger Karl III., inspiriert von der Porcellana di Capodimonte in Neapel, die Porzellanmanufaktur Real Fábrica del Buen Retiro in Madrid. 1737 hatte er bereits, als König Karl VII. von Neapel, die dort ansässige königliche Tapisseriemanufaktur gegründet.
In Portugal wurde 1719 die Glasmanufaktur Real Fábrica de Vidros in Coina gegründet. 1764 gründete Sebastião José de Carvalho e Melo, Marquês de Pombal, die Real Fábrica de Panos (portugiesisch Königliche Textilfabrik) in Covilhã.

#### Polen-Litauen
Zwischen 1768 und 1776 gründete der litauische Adelige und Minister des polnischen Königs Stanislaus’ II. Antoni Tyzenhaus, in der Stadt Hrodna mindestens 23 Manufakturen, unter anderem zur Herstellung von Leinen, Baumwolle, Seide, Stickereien, Seidenstrümpfen, Hüten, Spitzen, Pistolen, Nadeln, Karten und Kutschen. Die meisten Grundmaterialien dafür mussten aufwändig importiert werden. In den von ausländischen Experten geführten Manufakturen arbeiteten etwa 3000 Arbeiter in Fronarbeit; ihr Aufstand wurde 1769 brutal niedergeschlagen. Als Tyzenhaus 1780 in Ungnade fiel, mussten die Manufakturen infolge seines Bankrotts schließen.

### Außerhalb Europas
Auch außerhalb Europas verbreitete sich das Manufakturwesen. So eröffneten die Qing-Kaiser am Ende des 17. Jahrhunderts drei Textilmanufakturen in China, je eine in Hangzhou, Suzhou und Nanjing.

## Kritik

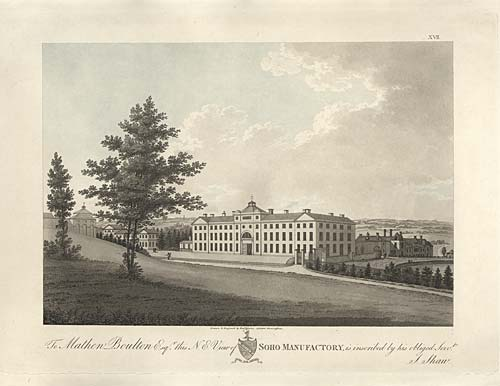
Manufaktur im englischen Soho um 1800

Manufakturen führen zu höherer Produktivität, bringen jedoch auch Nachteile für die Handwerker und Arbeiter mit sich. Wenngleich zunächst nur in geringem Umfange, entstand erstmals eine Hierarchie unter den Arbeitern:
- Einfache Anlerntätigkeiten werden gering entlohnt; Tätigkeiten, die Weiterbildung und Spezialisierung verlangen, werden hingegen höher entlohnt.
- Die wiederholte Ausführung einfacher Detailarbeit belastet bestimmte Körperteile einseitig und führt zu Krankheiten.
- Monotone Arbeiten werden als intellektuelle Unterforderung wahrgenommen.
- Viele manuelle Arbeiten erfordern wenig Kenntnis, arbeitswillige weniger qualifizierte Kräfte rücken so zu Niedriglöhnen nach.

In seinem Hauptwerk Wealth of Nations stellt der Nationalökonom Adam Smith diese nachteiligen Effekte für Teilarbeiter in Manufakturen dar: „Sie zerstört selbst die Energie seines Körpers und verunfähigt ihn, seine Kraft schwunghaft und ausdauernd anzuwenden, außer in der Detailbeschäftigung, wozu er herangezogen ist.“

## Der moderne Begriff

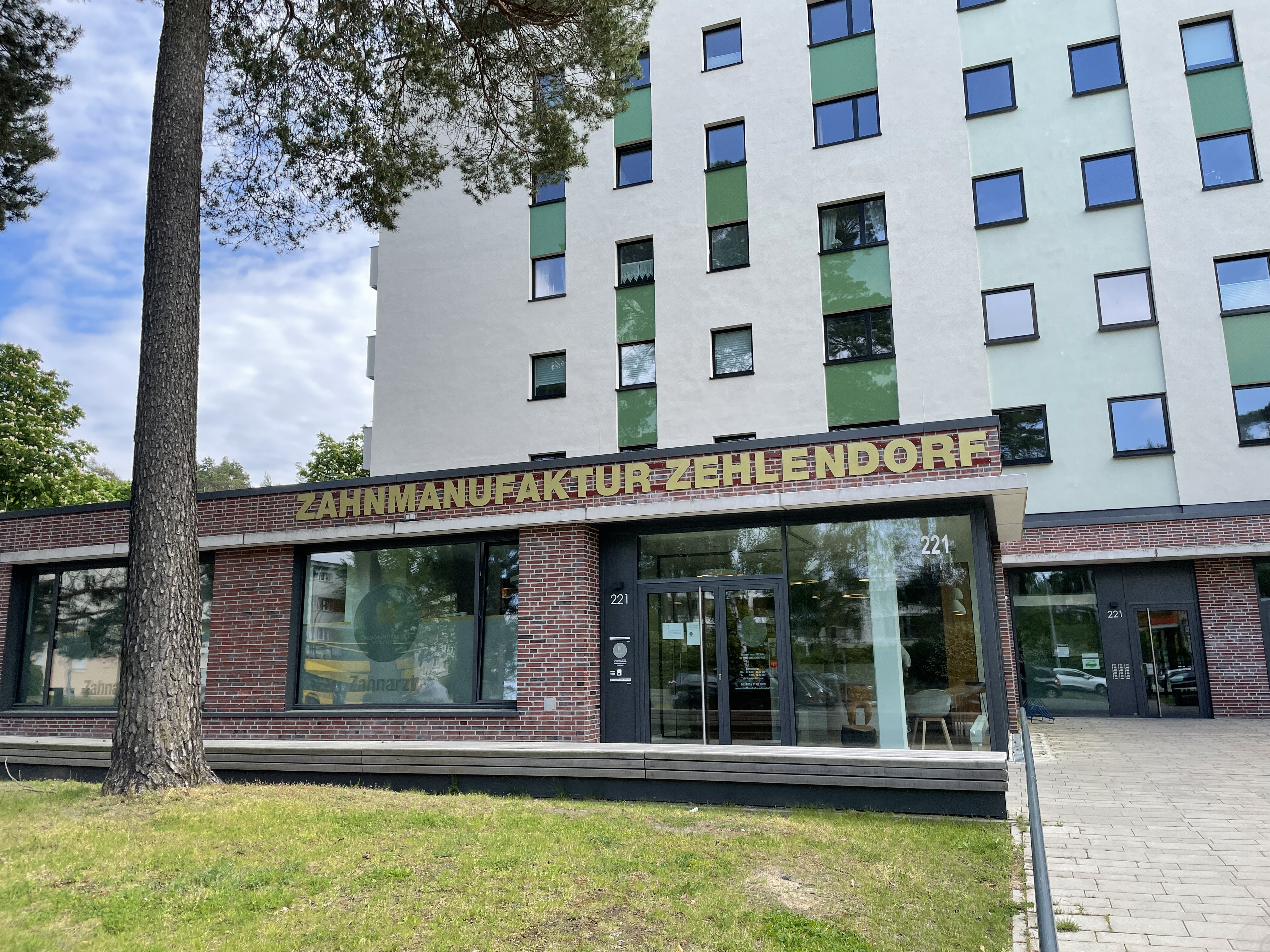
Als „Zahnmanufaktur Zehlendorf“ bezeichnete Zahnarztpraxis

Der Begriff Manufaktur im Sinne von „Handfertigung“ wird heute mit hoher Produktqualität, Luxusgegenständen und Exklusivität verbunden und deshalb gerne für hochpreisige Waren eingesetzt. Daher erlebte der Begriff in den letzten Jahren eine Renaissance, sodass sich eine Vielzahl von Betrieben den Titel Manufaktur aneignete.
Um dem werblichen Missbrauch des Begriffes Manufaktur entgegenzutreten, haben sich viele deutsche Manufakturen in Vereinen wie dem Verband Deutsche Manufakturen e. V. oder der „Initiative Deutsche Manufakturen – Handmade-in-Germany UG“ organisiert bzw. nehmen an deren Foren teil. Ziel ist die Stärkung des Verbraucherschutzes in Sachen Manufaktur: Unternehmen, die sich Manufaktur nennen, sollen sich verpflichten, ihre Waren auch tatsächlich mit einem hohen Handarbeits-Anteil selbst herzustellen.